# Peter Matthew Bauer
Peter Matthew Bauer je americký zpěvák a multiinstrumentalista. V devadesátých letech byl spolu se zpěvákem Hamiltonem Leithauserem členem kapely The Recoys. Po rozpadu spolu založili skupinu The Walkmen. Poté, co kapela v roce 2013 oznámila přerušení činnosti, se Bauer vydal na sólovou dráhu. Své debutové album vydal roku 2014 pod názvem Liberation!. Druhé sólové album Mount Qaf následovalo o tři roky později. Roku 2013 hrál na albu Light Heat stejnojmenné skupiny vedené Quentinem Stoltzfusem.

## Sólová diskografie
- Liberation! (2014)
- Mount Qaf (2017)